# Edgar da Cunha
Edgar Moreira da Cunha SDV (ur. 21 sierpnia 1957 w Riachão do Jacuípe w Brazylii) – amerykański duchowny katolicki pochodzenia brazylijskiego, biskup diecezjalny Fall River od 2014.
Święcenia kapłańskie otrzymał w dniu 27 marca 1982 i służył jako kapłan wokacjonista (Towarzystwo Bożych Powołań). Był m.in. sekretarzem (1992-1994) i przełożonym delegatury zakonu w Stanach Zjednoczonych, a także mistrzem nowicjatu w Florham Park (1994-2000).
27 czerwca 2003 mianowany biskupem pomocniczym Newark ze stolicą tytularną Ucres. Sakry udzielił mu w miejscowej katedrze abp John Myers. Po sakrze otrzymał nominację na wikariusza biskupiego dla regionu Essex, zaś dwa lata później został wikariuszem biskupim ds. ewangelizacji. W latach 2013–2014 sprawował funkcję wikariusza generalnego archidiecezji.
3 lipca 2014 papież Franciszek mianował go ordynariuszem Fall River w Massachusetts.